# Али Подримя
Али Подримя (на албански: Ali Podrimja) е виден албански косовски журналист и поет.

## Биография и творчество
Али Подримя е роден на 28 август 1942 г. в Дяково, Косово (тогава в италианския протекторат в Албания през 1939 – 1943 г.). Има тежко детство поради смъртта на родителите му и сръбските репресии над албанското население през 50-те години на XX век, особено силни в град Дяково. Първото му стихотворение е публикувано през 1957 г. в списание „Нов живот“ (Jeta e Re). Следва албанска филология в Университета в Прищина, който завършва през 1966 г. След дипломирането си работи като журналист и редактор в издателство в Прищина, където живее до края на живота си.
Първата му книга, стихосбирката с елегични стихове „Обаждане“ (Thirrje), е издадена през 1961 г. докато той още е в гимназията в Дяково. Автор е на над дузина стихосбирки. В тях той въвежда нови елементи, склонност към символи и алегория, голямо разнообразие от рими и метрики. Стихът му е компактен по структура, а образите му са директни, лаконични и лишени от изкуствена многословност.
През 1982 г. е издадена стихосбирката му „Честити Луми“ (Lum Lumi), която е посветена на малкия му син Луми, починал от рак. С него въвежда елементи на екзистенциалистка загриженост за дилемата на битието, с елементи на самота, страх, смърт и съдба. Признат е както в Косово, така и в Албания като водещ и новаторски поет. Считан е типичен представител на съвременния албански стих в Косово и косовски поет с най-широка международна репутация.
Произведенията му са преведени на различни езици: немски, английски, френски, италиански, полски, румънски, турски, гръцки, сръбски, хърватски, словенски, а също са включени в много антологии на чужди езици. За творчеството си получава през 1992 г. наградата „Петър Богдани“, една от най-престижните албански литературни награди. През 1999 г. получава международната награда „Николаус Ленау“. Удостоен е и с много други награди, както в Косово, така и в Албания. Член е на Академията на науките и изкуствата на Република Косово.
Али Подримя умира при неизяснени обстоятелства на 21 юли 2012 г. в Лодев, Франция.

## Произведения
частично представяне
- Thirrje (1961)[1]
- Dhimbë e bukur (1967)
- Sampo (1969)
- Torzo (1971)
- Folja (1973)
- Credo (1976)
- Sampo 2 (1980)
- Drejtpeshimi (1981)
- Lum Lumi (1982)
- Fundi i Gëzuar (1988)
- Zari (1990)
- Në bisht të sorrës (1994)
- Buzëqeshje në kafaz (1995)
- Ishulli Albania ()
- Pikë e zezë në blu (2005)